# Macanga (distrito)
Macanga é um distrito da província de Tete, em Moçambique, com sede na povoação de Furancungo. Tem limite, a norte com o Malawi, a noroeste e oeste com o distrito de Chifunde, a sul com o distrito de Chiuta, a sudeste com o distrito de Tsangano e a leste com o distrito de Angónia.
De acordo com o Censo de 1997, o distrito tem 46 515 habitantes e uma área de 7430 km², daqui resultando uma densidade populacional de 6,3 habitantes por km².

## Divisão administrativa
O distrito está dividido em dois postos administrativos (Chidzolomondo e Furancungo), compostos pelas seguintes localidades:
- Posto Administrativo de Chidzolomondo:
  - Bawe
  - Campala
  - Chidzolomondo
- Posto Administrativo de Furancungo:
  - Furancungo
  - Gandala
  - Kassupe
  - Namadende